# Trek Sagae
Trek Sagae is een wedstrijd voor sciencefiction-, fantasy- en horrorverhalen tussen de 2.000 en 4.000 woorden. De prijs bestaat naast Fantastels (voor verhalen tot 12.000 woorden) uit de Harland Award (voor verhalen tot 10.000 woorden) en de tweejaarlijkse Fantasy Strijd Brugge (voor verhalen tot 1.500 woorden).
| Editie | Winnaar              | 2e prijs                      | 3e prijs          | 4de                 | 5de                | 6e                |
| ------ | -------------------- | ----------------------------- | ----------------- | ------------------- | ------------------ | ----------------- |
| 2011   | Django Mathijsen     | Rianne Werring                | Anaïd Haen        | Trudy van Schie     | Terrence Lauerhohn | Jack Schlimazlnik |
| 2012   | Cat Hil              | Cat Hil                       | Django Mathijsen  | Anaïd Haen          | Mike Jansen        | Mike Jansen       |
| 2013   | Esa Denaux           | Esa Denaux                    | Tom Kruijsen      | Vanessa Beije       | Django Mathijsen   | Django Mathijsen  |
| 2014   | Johan Klein Haneveld | Mike Jansen                   | Dick van der Bij  | Tom Schoonbaert     | Tom Kruijsen       | Mike Jansen       |
| 2015   | Django Mathijsen     | Anaïd Haen & Django Mathijsen | Dick van der Bij  | Django Mathijsen    | Debby Willems      | Kirsten van Dalen |
| 2016   | Django Mathijsen     | Anaïd Haen & Django Mathijsen | Jack Schlimazlnik | Sanne van der Vlies | Jack Schlimazlnik  | Jack Schlimazlnik |
| 2017   | Anaïd Haen           | Arnout Brokking               | Anaïd Haen        | Wouter van Gorp     | Django Mathijsen   | Anaïd Haen        |